# Amphigomphus hansoni
Amphigomphus hansoni е вид водно конче от семейство Gomphidae. Видът е незастрашен от изчезване.

## Разпространение
Разпространен е в Китай (Джъдзян, Дзянси, Фудзиен и Хайнан).